# Weintorstraßenviertel

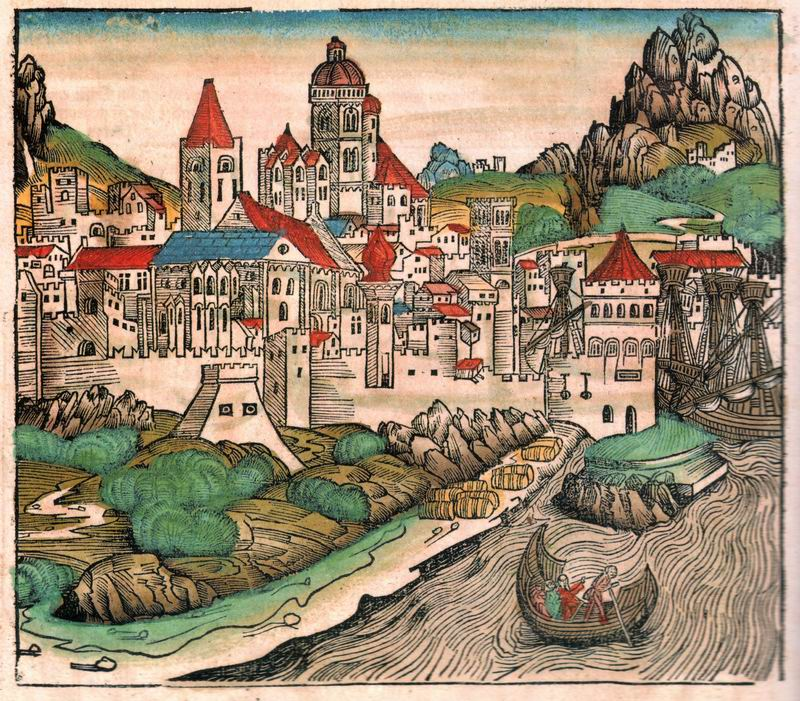
Weinverladung am Mainzer Rheinufer; Schedelsche Weltchronik von 1493

Die Weintorstraße in Mainz zwischen Rheinstraße und Hopfengarten mit ihrem Gewirr von kleinen Seitenstraßen wie der Kappelhofgasse, Schlossergasse, Gallusgasse, Himmelgasse, Wolfsgässchen, Augustinergässchen und Mauritzenplatz mit der Erbacher-Hof-Gasse gilt heute als eine der ruhigsten und idyllischsten Gegenden der Mainzer Altstadt.

## Weintor und Triller
An der stadtseitigen Einmündung der Weintorstraße zur Rheinstraße befand sich im Verlauf der Stadtmauer das Weintor, benannt nach den dort ansässigen Weinhändlern, die an diesem Uferabschnitt des Rheins ihre Ware verschifften. Das heutige in der Uferstraße in der Verlängerung der Weintorstraße zum Rhein befindliche Weintor wurde erst 1837 im Zuge der Landgewinnung durch Aufschüttung des Lauterenviertels in die damals dort errichtete Mauer eingefügt (Rotsandstein mit Fußgängerdurchgängen und Schießscharten). Reste der älteren Stadtmauer sind heute noch in der Schlossergasse sichtbar und zugänglich (Kinderspielplatz). Auf der zurzeit noch abgesperrten Rheinstraßenseite der Stadtmauer ist von Seiten der Stadt Mainz ein kleiner Park geplant. Die unmittelbar anschließende Kreuzung der Weintorstraße mit der Schlossergasse/Gallusgasse (und bis 1945 mit der untergegangenen Stallgasse) wurde bis zum 2. April 1876 Triller genannt, dort befand sich ein drehbarer Käfig für Bäcker, die zu leichtes Brot gebacken hatten.

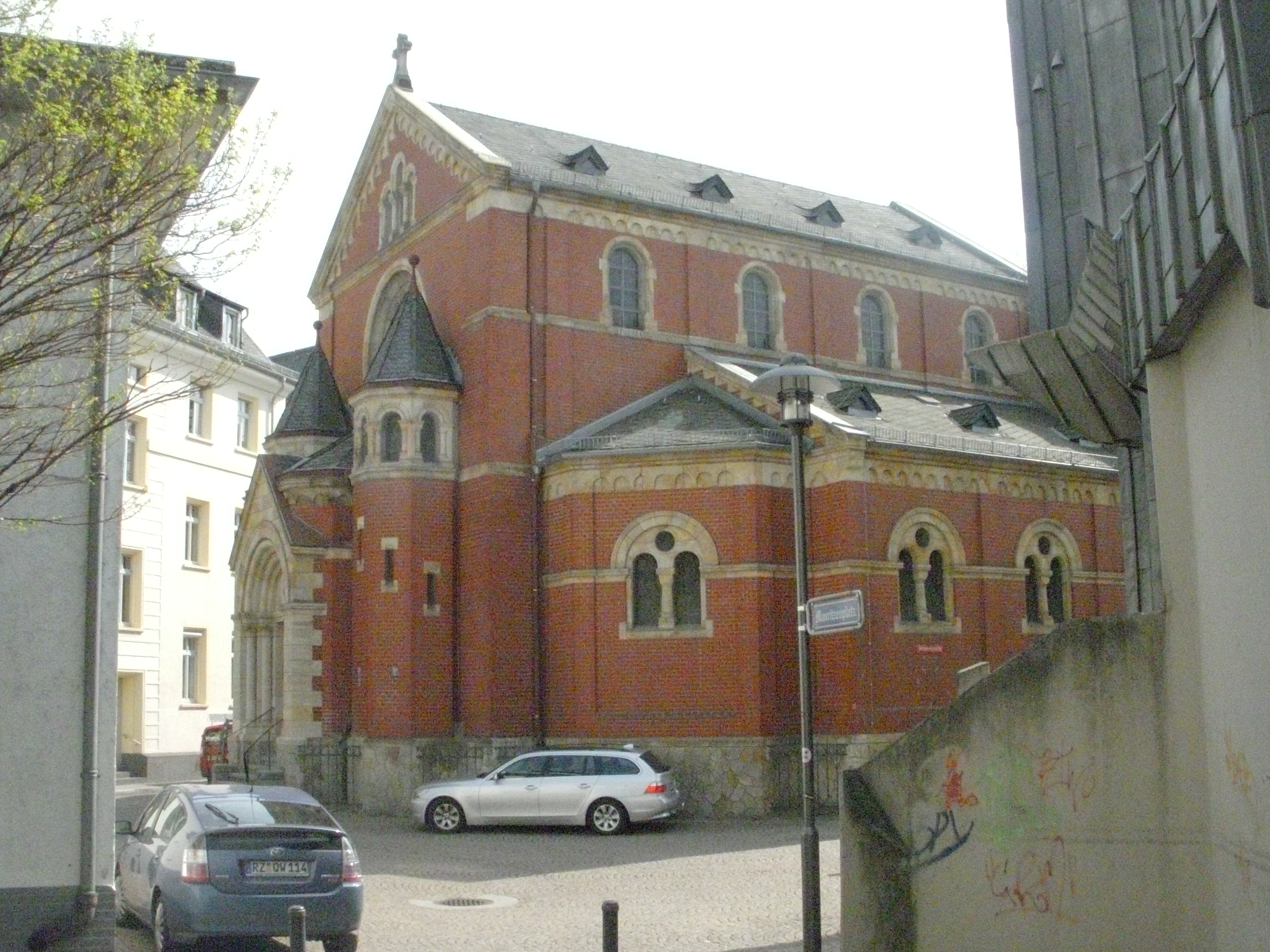
Kapelle Maria Dolorosa (ehemalige Kapuzinerkirche), Blick vom Mauritzenplatz

## Mauritzenplatz, Erbacherhofgasse und Himmelgasse
Der Mauritzenplatz wird durch die Rückseite des Hauses zum Römischen König, der Rückseite der an die Gallusgasse anliegenden Wohngebäude, der Kapelle Maria Mater Dolorosa (ehemalige Kapuzinerkirche) und der Seite des Erbacher Hofs, des Bildungszentrums des Bistums Mainz gebildet. Ein Spielplatz mit einem für Kinder benutzbaren Brunnen sowie eine kleine Ruhezone für Erwachsene runden die Idylle ab. Die Erbacherhofgasse ist seit der Errichtung des mit markantem Bleidach bedeckten Bildungszentrums nurmehr ein tagsüber benutzbarer Durchgang zur Grebenstraße. Ein weiterer Durchgang führt unter dem Römischen König hindurch zur Heugasse und zum ehemaligen Heumarkt. Die zwischen dem Erbacher Hof und der Kapelle Maria Mater Dolorosa beginnende Himmelgasse führte früher bis zur Augustinerstraße, wegen der privaten Nutzung durch das Priesterseminar Mainz sind an beiden Enden der Himmelgasse nur noch wenige Meter öffentlich nutzbar.

## Zuchthaus

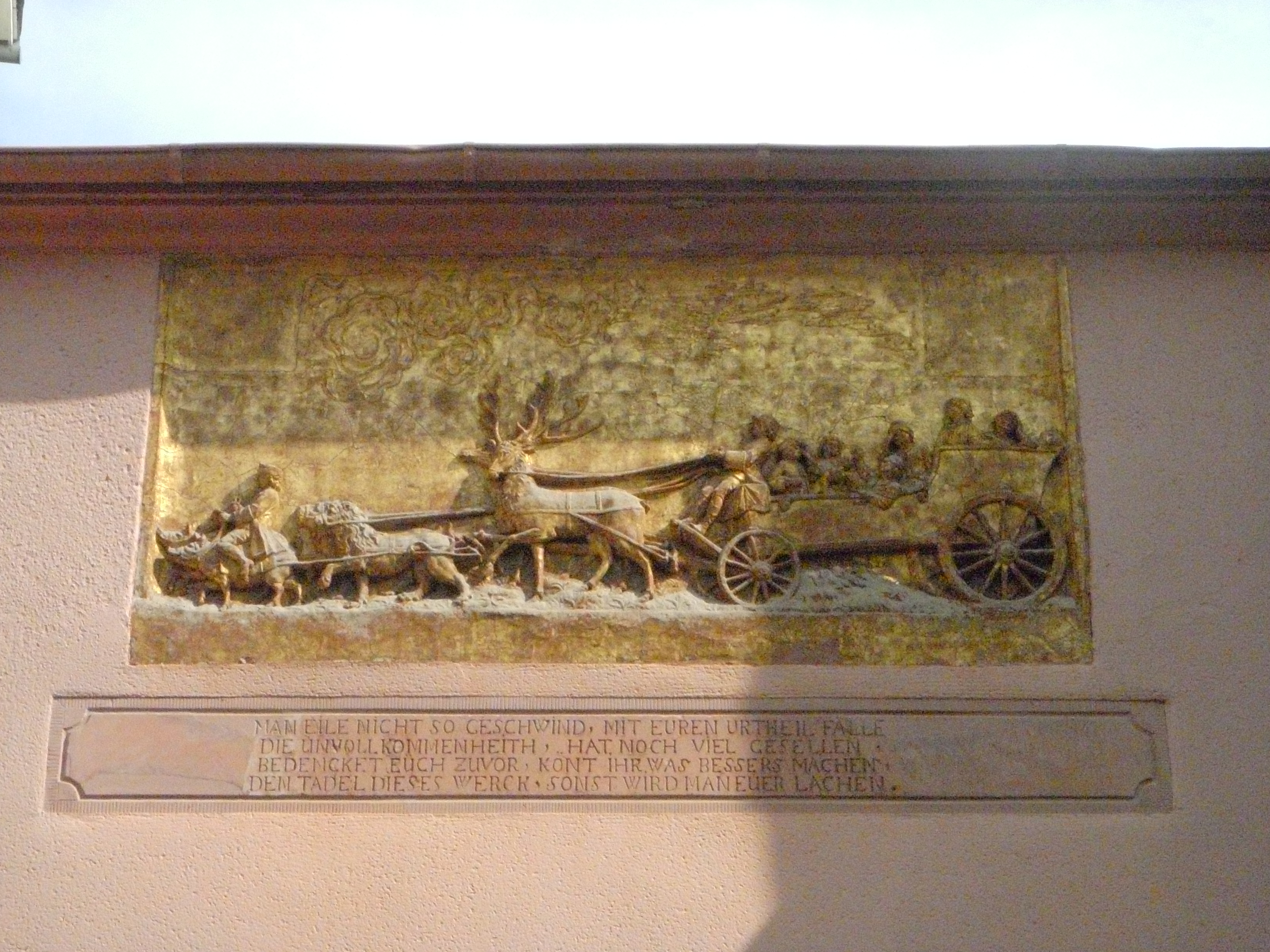
Relief und Inschrift am ehemaligen Zuchthaus

Der zwischen Weintorstraße, Schlossergasse und der Kappelhofgasse auf einem großen Areal gelegene und 1226 erstmals urkundlich erwähnte Gebäudekomplex Haus zum Floß wurde unter Erzbischof-Kurfürst Johann Philipp von Schönborn zur „Verwahr- und Erziehungsanstalt für Mädchen und Frauen von liederlichem Lebenswandel“. Später wurde daraus gegen Ende des 17. Jahrhunderts ein so genanntes Zuchthaus, weswegen die Weintorstraße in diesem Abschnitt damals Zuchthausstraße genannt wurde. „Gesunde arbeitsscheue Bettler und Vagabunden beiderlei Geschlechts“ waren darin „zu schwerer Arbeit angehalten“. 1742 wurde diese Besserungsanstalt zu einem normalen Zuchthaus umgewandelt und mit dem Bau der Justizvollzugsanstalt Mainz in der Dieter-von-Isenburg-Straße um das Jahr 1900 aufgelöst.
Der ursprüngliche Name der Weintorstraße war Zuchthausgasse, bis sie am 10. Oktober 1888 auf Betreiben der Anwohner umbenannt wurde.
Über dem Eingang der Toreinfahrt sieht man auf einem Marmor-Relief von 1742 (geschaffen von Burkhard Zamels) ein von Wildschweinen, Löwen und Hirschen gezogenes Gefährt, auf dem die Vagabunden zum Zuchthaus gebracht werden. Die Inschrift besagt:

 Damit beziehen sich dieses später vom (gleichen?) Künstler dem Bild hinzugefügten Worte nicht auf das Zuchthaus, sondern auf die aufgekommene Kritik an seinem Werk: „Fällt kein vorschnelles Urteil über mein Werk, es gibt noch viel mehr Unvollkommenes. Aber wenn ihr es besser machen könnt, so dürft ihr mich tadeln. Ansonsten wird man über euch selbst lachen.“ Andererseits wird die Meinung vertreten, dass Tafel und Relief nicht zusammengehören und dass der Spruch sich auf ein anderes damals neuerrichtetes Gebäude bezieht. Das ehemalige Zuchthaus ist derzeit als Haus Maria Frieden mit der darin befindlichen St.-Anselm-Kapelle ein Teil des Bruder-Konrad-Stiftes, eines von den 1926 gegründeten Marienschwestern betriebenen Alten- und Pflegeheimes.

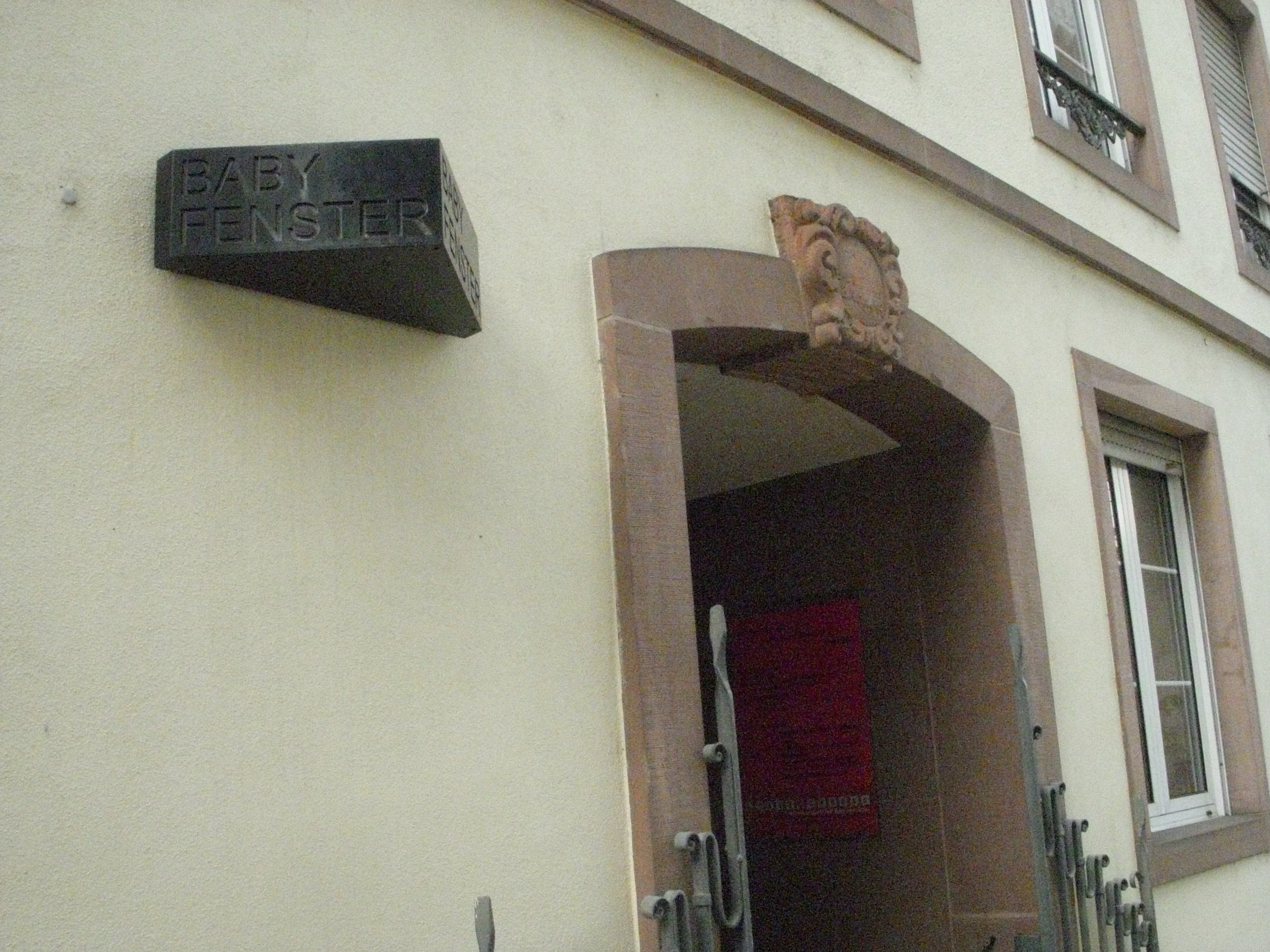
Babyfenster Kappelhofgasse

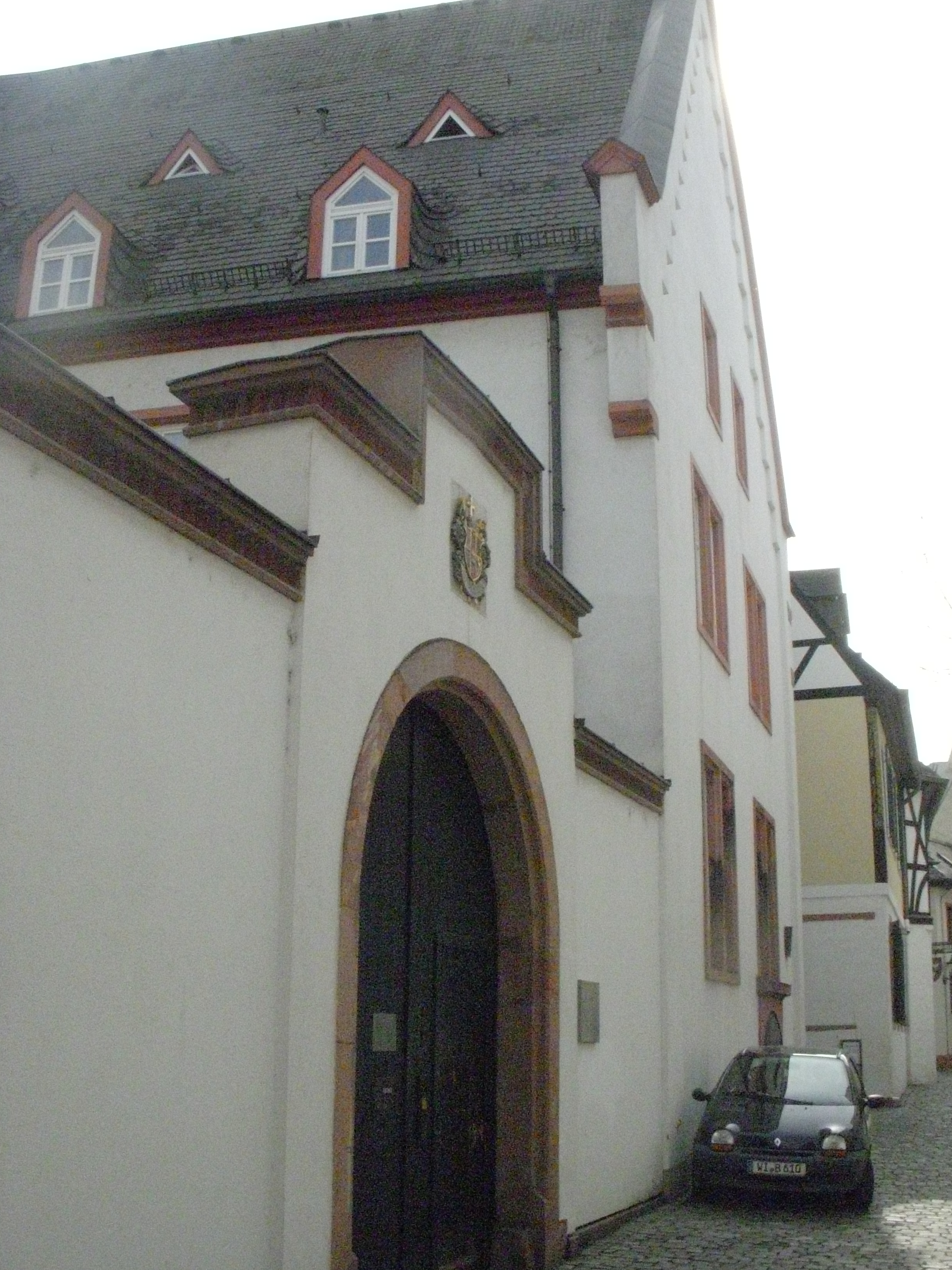
Hof zum Homberg, jetzt Kolpinghaus

## Kappelhofgasse
Die Kappelhofgasse war bis zum Zweiten Weltkrieg das Bordellviertel von Mainz, der Name der Gasse leitet sich ab von der Kapelle des ehemaligen St.-Barbara-Spitals. Auch bei Carl Zuckmayer spielen sich Teile seiner Fastnachtsbeichte in den Bordellen der Kappelhofgasse ab. Diese ist in heutiger Zeit zusammen mit dem kleinen Wolfsgässchen eine ruhige Gasse, in der sich unter anderem das Mainzer Babyfenster, der Leininger Hof und der Hof zum Homberg (um 1350) befinden. Dieser letztgenannte wurde 1665 von Dompropst Johann von Heppenheim erworben, an Erzbischof-Kurfürst Johann Philipp von Schönborn übereignet und zu einem bis 1922 genutzten Waisenhaus umgebaut. 1985 wurde der Komplex in den Neubau des Mainzer Kolpinghauses einbezogen.

## Augustinergässchen und Haus zum Stein
Nach der Kreuzung der Weintorstraße mit der Kappelhofgasse und dem Augustinergässchen führt diese entlang des Hauses zum Stein, des ältesten erhaltenen steinernen Wohnhauses (romanischer Wohnturm) zum belebten südlichen Ende der Augustinerstraße mit den Plätzen Hopfengarten und Graben. Das Augustinergässchen, zur Augustinerstraße führend, gabelt sich kurz vor dieser. Der südliche Teil der Gabelung, Augustinerreul genannt, ist die bis heute engste Straße der Stadt Mainz. Zahlreiche Anekdoten werden über dieses Gässchen berichtet, beispielsweise sei diese Gasse deswegen so eng gebaut, dass sich betrunkene Zecher auf dem Heimweg mit beiden Händen senkrecht halten könnten.

## Karte von 1894

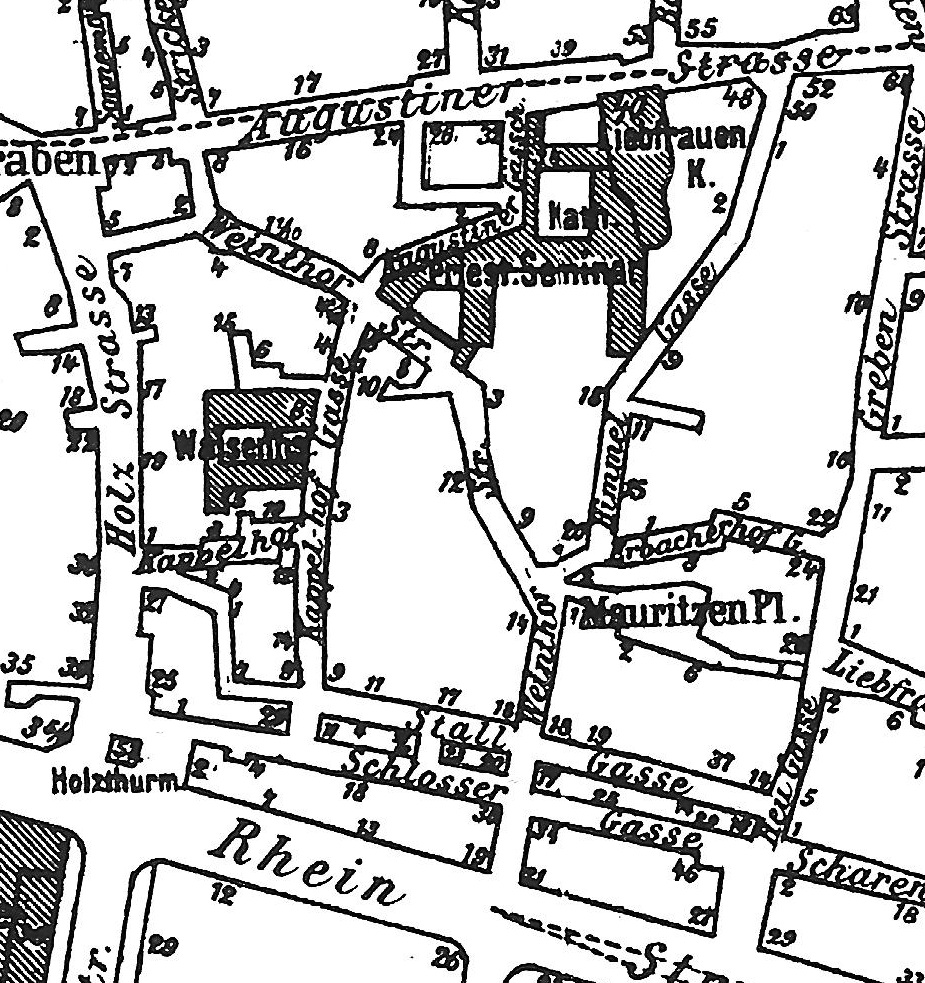
Plan der Weintorstraße von 1894 (Norden ist rechts)
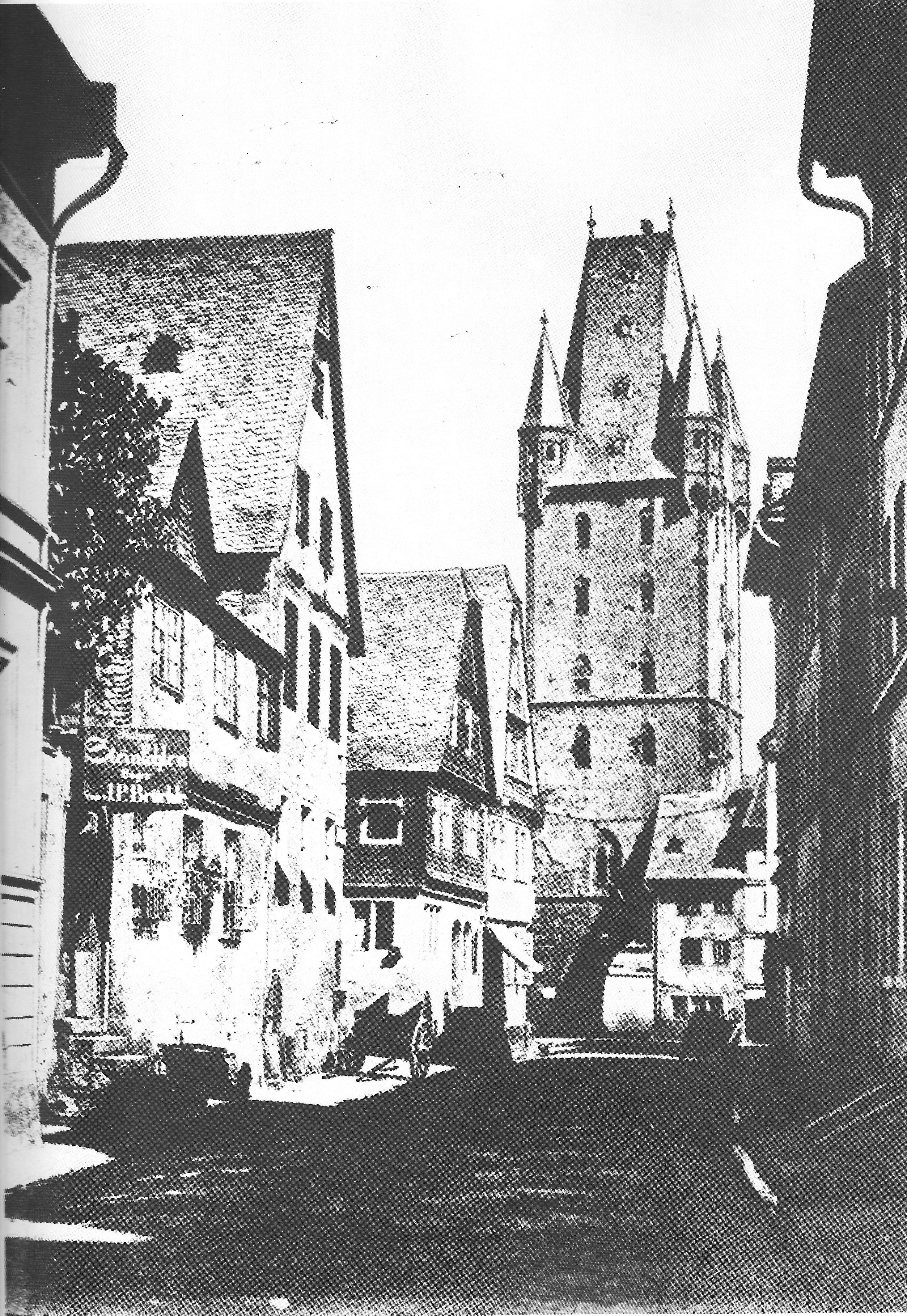
Holzstraße um 1860, links die Einmündung des Kappelhofs und der Stallgasse
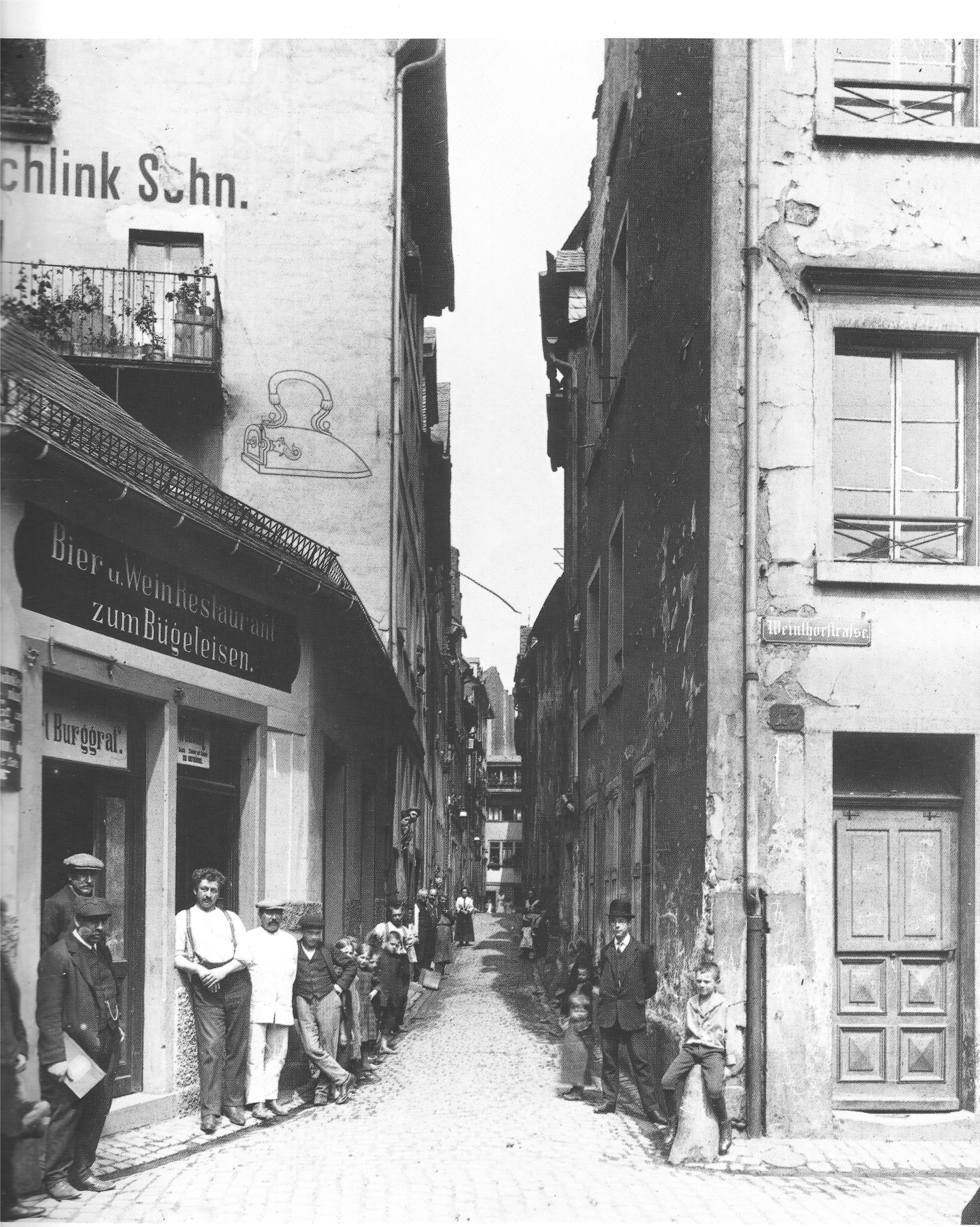
Am Triller: Stallgasse um 1900 (jetzige westliche Seite der Gallusgasse) von der Weintorstraße zur Heugasse

Auf dem Plan der Stadt Mainz von 1894 von J. Diemer sind deutlich die Unterschiede der damaligen Straßenverläufe im Gegensatz zu den heutigen zu sehen:
- Die heutige Gallusgasse war damals die nördliche Stallgasse und die nördliche Schlossergasse.
- Auch die Gebäude zwischen der südlichen Stallgasse und der Schlossergasse wurden nach 1945 nicht wieder aufgebaut, der Name Stallgasse verschwand.
- Aus der Kappelhofgasse gelangte man auf der linken Seite des Hof zum Homberg durch den nicht mehr vorhandenen Kappelhof zur Holzstraße.
- Die Erbacherhofgasse mündete noch nicht in den Mauritzenplatz.

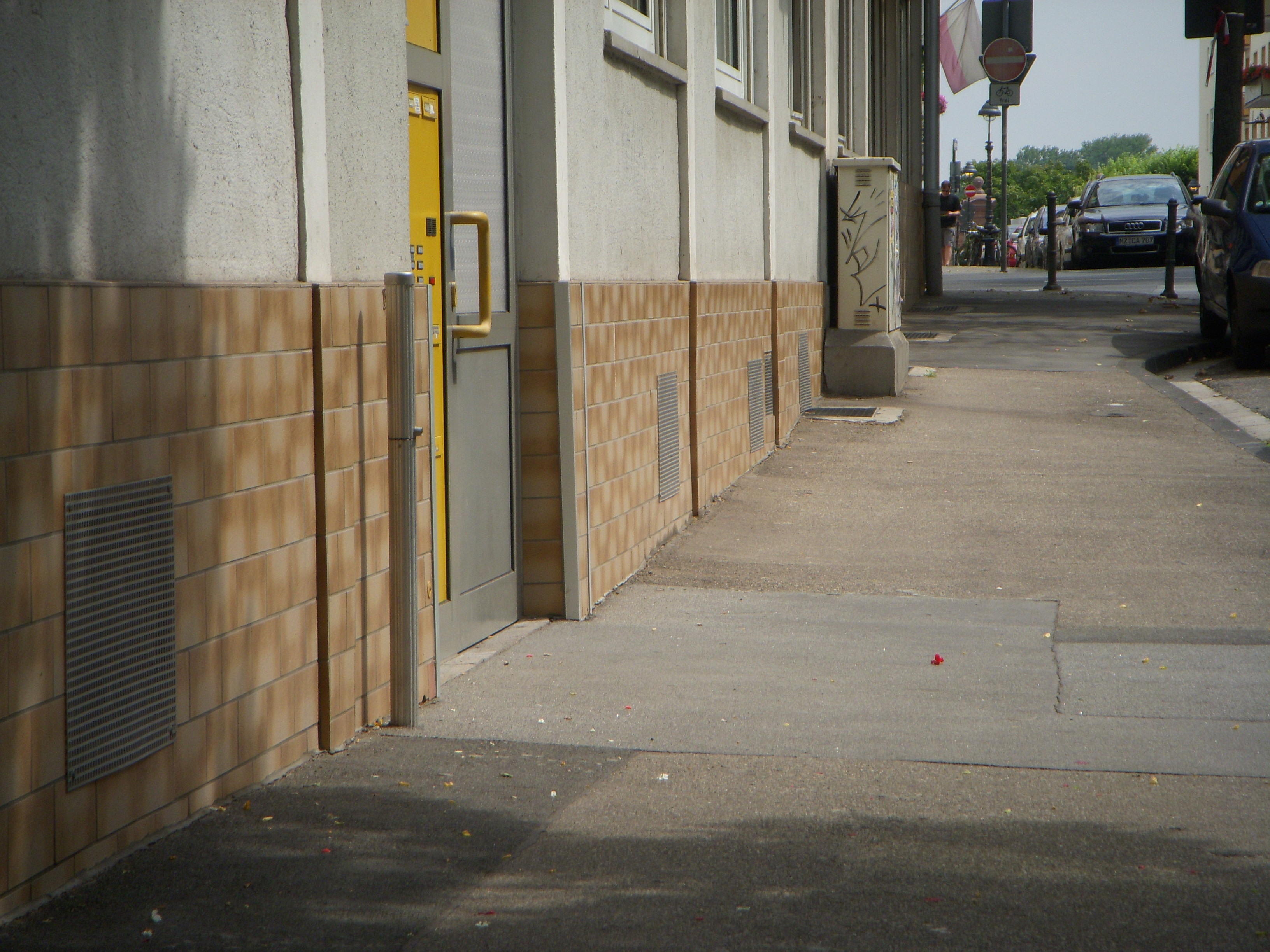
Weintorstraße, unter dem Niveau des Hochwasserdammes Rheinstraße

## Besonderheiten
Vor der Aufschüttung des Lauterenviertels waren die in der Nähe des Ufers gelegenen Teile der Stadt Mainz den Rheinhochwassern fast ungeschützt ausgeliefert. Das damalige Niveau lässt sich heute noch in einigen Straßen der Altstadt (z. B. Haenleinsgässchen, Weintorstraße, Heugasse), am Fuß des Holzturms und in Teilen der Wallaustraße in der Mainzer Neustadt erkennen. Mit dem Bau der Rheinstraße als Hochwasserdamm ab etwa 1886 wurde jedoch die Überschwemmungsgefahr gebannt. Erst bei einem Pegelstand des Mainzer Pegels von ca. 8,30 m werden die Schutzmauern am Rheinufer zwischen Winterhafen und Zollhafen sowie die Rheinstraße/Peter-Altmeyer-Allee/Rheinallee überflutet und das Wasser kann ungehindert das bis zu 2 m tiefer liegende Stadtgebiet überschwemmen.